# NGC 6967
NGC 6967 (другие обозначения — PGC 65385, UGC 11630, MCG 0-53-6, ZWG 374.18, IRAS20450+0013) — галактика в созвездии Водолей.
Этот объект входит в число перечисленных в оригинальной редакции «Нового общего каталога».